# Heinrich Lutz (Historiker)
Heinrich Lutz (* 20. August 1922 in Wolfratshausen; † 18. Mai 1986 in Stift Zwettl) war ein deutsch-österreichischer Historiker. Er lehrte von 1966 bis zu seinem Tod als Professor für die Geschichte der Neuzeit an der Universität Wien.

## Leben und Wirken
Heinrich Lutz wurde als Sohn eines Ingenieurs und einer Pharmazeutin geboren. Er hatte eine Schwester und vier Brüder, darunter den Soziologen Burkart Lutz. Lutz wuchs in Essen und Augsburg auf, wo er das von Benediktinern geführte Gymnasium St. Stephan besuchte. Nach dem Abitur begann er 1940/41 das Studium der Geschichte und klassischen Philologie an der Ludwig-Maximilians-Universität München, das er wegen des Kriegsdienstes und der Kriegsgefangenschaft unterbrechen musste. Noch als Student kam Lutz bei einem vorgeschriebenen Ferieneinsatz in Lodz im Sommer 1941 in Berührung mit der deutschen Besatzungsherrschaft. Den prägenden Eindruck formulierte er später so: „Es war uns 19jährigen Studenten bald klar, daß hier an Juden und Polen das im Gange war, was die wissenschaftliche Sprache Genocid nennt – also Völkermord.“
In den Jahren 1945 bis 1951 setzte Lutz sein Studium fort, das er mit beiden Staatsexamina abschloss. Im Jahr 1952 wurde er bei Franz Schnabel mit der Arbeit Conrad Peutinger. Beiträge zu einer politischen Biographie promoviert. Anschließend arbeitete Lutz kurzzeitig als Studienrat in München. Von 1953 bis 1960 war er wissenschaftlicher Mitarbeiter am Deutschen Historischen Institut in Rom. Im Jahr 1961 habilitierte er sich in München mit der von Schnabel betreuten Arbeit Christianitas afflicta. Europa, das Reich und die päpstliche Politik im Niedergang der Hegemonie Kaiser Karls V.
Im folgenden Jahr wurde Lutz als außerordentlicher Professor für Geschichte und Kunstgeschichte an die Philosophisch-theologische Hochschule Passau berufen, schon 1963 wechselte er als ordentlicher Professor an die Universität Saarbrücken. Von 1966 bis zu seinem Tod lehrte und forschte Lutz als Nachfolger von Hugo Hantsch auf einer Professur für die Geschichte der Neuzeit an der Universität Wien. Einen Ruf an die Freie Universität Berlin lehnte er 1979 ab. Zu seinen akademischen Schülern gehören Alfred Kohler und Moritz Csáky.
Seit 1969 war Lutz ordentliches Mitglied der Historischen Kommission bei der Bayerischen Akademie der Wissenschaften, von 1971 bis 1986 leitete er für die Kommission die Abteilung Deutsche Reichstagsakten. Jüngere Reihe, im März 1985 wurde er als Nachfolger Theodor Schieders zum Präsidenten der Kommission gewählt, ihm selbst folgte Eberhard Weis nach. Seit 1983 war Lutz korrespondierendes Mitglied der Bayerischen Akademie der Wissenschaften. Zudem war er seit 1968 korrespondierendes, seit 1973 wirkliches Mitglied der Österreichischen Akademie der Wissenschaften. Lutz war Mitglied in den Beiräten des Deutschen Historischen Instituts in Rom und des Historischen Kollegs in München, zu dessen ersten Stipendiaten er 1980/81 gehörte. Zudem war er Beirat des Max-Planck-Instituts für Geschichte. In dieser Funktion gehörte er dem Beratungsgremium der deutschen Bundesregierung an, das die Planung des Deutschen Historischen Museums in Berlin begleitete.
Lutz hinterließ ein umfangreiches Gesamtwerk, das 18 Monographien, fünf große Handbuchbeiträge zur europäischen, italienischen, deutschen und bayerischen Geschichte, etwa 20 von ihm herausgegebene Bände sowie um die 100 wissenschaftliche Aufsätze umfasst.
Dabei sind zwei Forschungsschwerpunkte klar erkennbar: Lutz’ Hauptarbeitsgebiet war seit den akademischen Qualifikationsschriften die Politik Karls V., der Humanismus und die Reformation. Er legte wichtige Gesamtdarstellungen zum Konfessionellen Zeitalter vor, insbesondere das Studienbuch Reformation und Gegenreformation und die große Synthese Das Ringen um deutsche Einheit und kirchliche Erneuerung im Rahmen der Propyläen Geschichte Deutschlands. Daneben trat er als Editor hervor: Er bearbeitete drei Bände im Rahmen der Nuntiaturberichte aus Deutschland nebst ergänzenden Aktenstücken für den Zeitraum 1552 bis 1556, die in den Jahren 1959, 1971 und 1981 erschienen, und edierte (mit Alfred Kohler) das Reichstagsprotokoll des kaiserlichen Kommissars Felix Hornung für den Reichstag von 1555. 
Den zweiten Forschungsschwerpunkt bildete das 19. Jahrhundert, dem sich Lutz seit seinem Wechsel nach Wien verstärkt zuwandte. 1979 trat er mit der Untersuchung Österreich-Ungarn und die Gründung des Deutschen Reiches hervor, die auf umfangreichen Archivrecherchen beruhte und die auswärtige Politik der Habsburgermonarchie zwischen 1867 und 1871 darstellte. Mit seinem letzten großen Buch Zwischen Habsburg und Preußen. Deutschland 1815–1866 bot er 1985, für ein größeres Publikum geschrieben, gewissermaßen die Vorgeschichte: er stellte hier die deutsche Geschichte in der Epoche des Deutschen Bundes unter Einbeziehung der wirtschaftlichen, gesellschaftlichen und kulturellen Entwicklungen dar und setzte einen besonderen Akzent, indem er die Geschichte Österreich-Ungarns stark berücksichtigte. Damit unterschied sich Lutz’ Darstellung erheblich von den konkurrierenden Gesamtdarstellungen jener Zeit, Thomas Nipperdeys Deutscher Geschichte 1800–1866 und Hans-Ulrich Wehlers Deutscher Gesellschaftsgeschichte. 
Daneben publizierte Lutz zu einer Vielzahl weiterer Themen, etwa der italienischen Geschichte des 16. und 17. Jahrhunderts, der katholischen Zeitgeschichte und der Geschichte und Theorie der Geschichtswissenschaft; noch sechs Tage vor seinem Tod hatte er in der Bayerischen Akademie der Wissenschaften den Festvortrag Rankes bayerische Politik. Nationale und weltgeschichtliche Perspektiven gehalten.

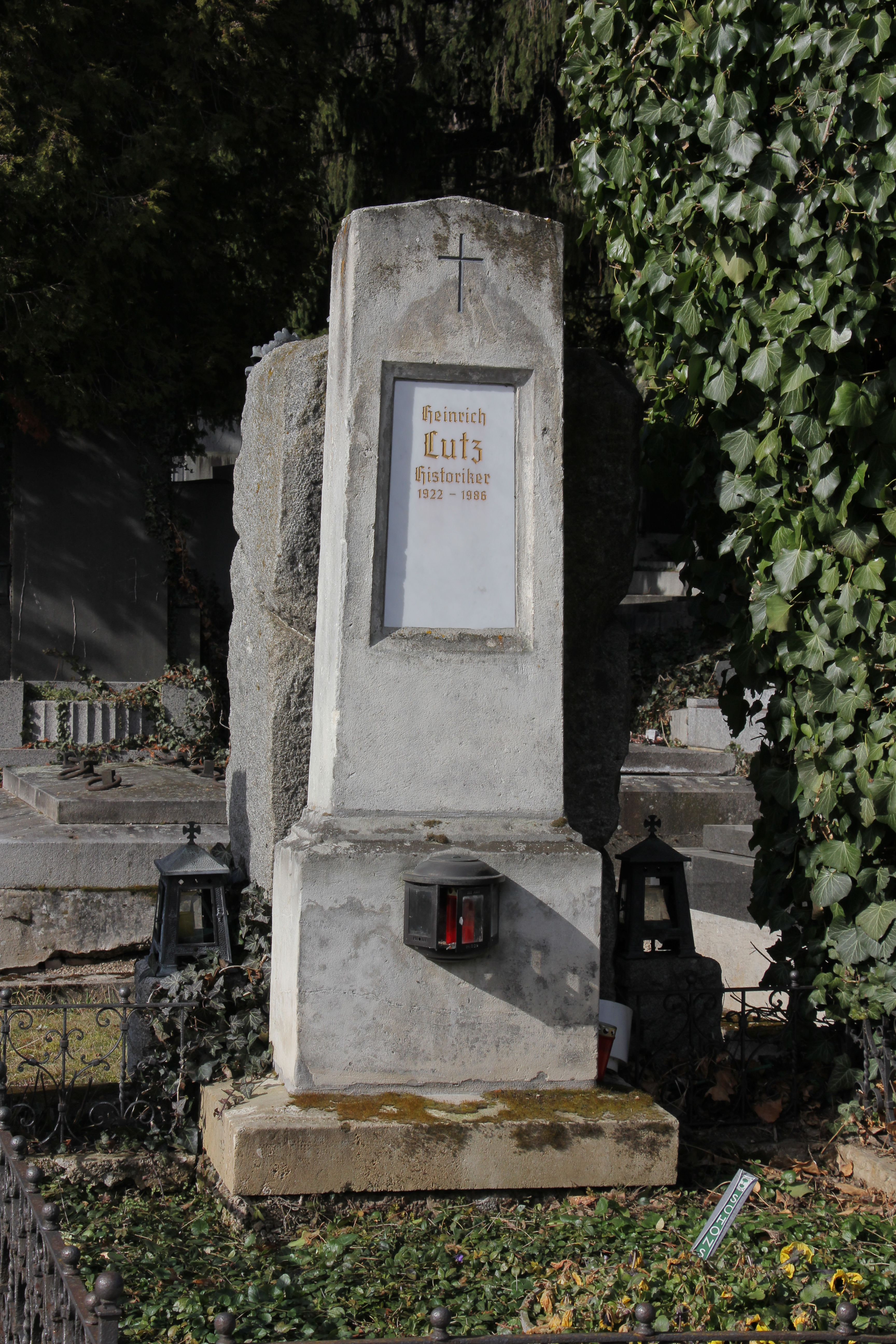
Grab am Friedhof Hinterbrühl

Heinrich Lutz war seit 1953 verheiratet und hatte eine Tochter und drei Söhne, darunter den Demografieforscher Wolfgang Lutz. Der engagierte Katholik starb bei einem Ausflug seiner Wiener Gemeinde nach Zwettl. Begraben ist er am Friedhof Hinterbrühl.

## Schriften (Auswahl)
- Conrad Peutinger. Beiträge zu einer politischen Biographie (= Abhandlungen zur Geschichte der Stadt Augsburg. Band 9). Die Brigg, Augsburg 1958 (zugleich Dissertation an der Universität München, Philosophische Fakultät, 15. Mai 1953).
- Demokratie im Zwielicht. Der Weg der deutschen Katholiken aus dem Kaiserreich in die Republik 1914–1925. Kösel, München 1963.
- Der politische und religiöse Aufbruch Europas im 16. Jahrhundert. In: Propyläen Weltgeschichte Band 7, hrsg. von Golo Mann und August Nitschke. Propyläen-Verlag, Berlin 1964, S. 25–132.
- Christianitas afflicta. Europa, das Reich und die päpstliche Politik im Niedergang der Hegemonie Kaiser Karls V. (1552–1556). Vandenhoeck und Ruprecht, Göttingen 1964.
- Österreich-Ungarn und die Gründung des Deutschen Reiches. Europäische Entscheidungen 1867–1871. Propyläen, Frankfurt am Main 1979, ISBN 3-549-07392-5.
- Reformation und Gegenreformation (= Oldenbourg Grundriss der Geschichte. Band 10). Oldenbourg, München 1979, ISBN 3-486-49585-2.
- Die deutsche Nation zu Beginn der Neuzeit. Fragen nach dem Gelingen und Scheitern deutscher Einheit im 16. Jahrhundert (= Schriften des Historischen Kollegs. Vorträge. Band 1), München 1982 (Digitalisat).
- (Herausgeber) Das römische-deutsche Reich im politischen System Karls V. (= Schriften des Historischen Kollegs. Kolloquien. Band 1). Oldenbourg, München 1982, ISBN 978-3-486-51371-4 (Digitalisat).
- Das Ringen um deutsche Einheit und kirchliche Erneuerung. Von Maximilian I. bis zum Westfälischen Frieden 1490 bis 1648 (= Propyläen Geschichte Deutschlands. Band 4). Propyläen-Verlag, Berlin 1983, ISBN 978-3-549-05814-5.
- als Hrsg.: Humanismus und Ökonomie (= Mitteilungen der Kommission für Humanismusforschung. Band 8). Weinheim 1983.
- Zwischen Habsburg und Preußen. Deutschland 1815–1866 (= Die Deutschen und ihre Nation. Band 2). Siedler, Berlin 1985, ISBN 978-3-88680-055-1.